# Culture de la Malaisie

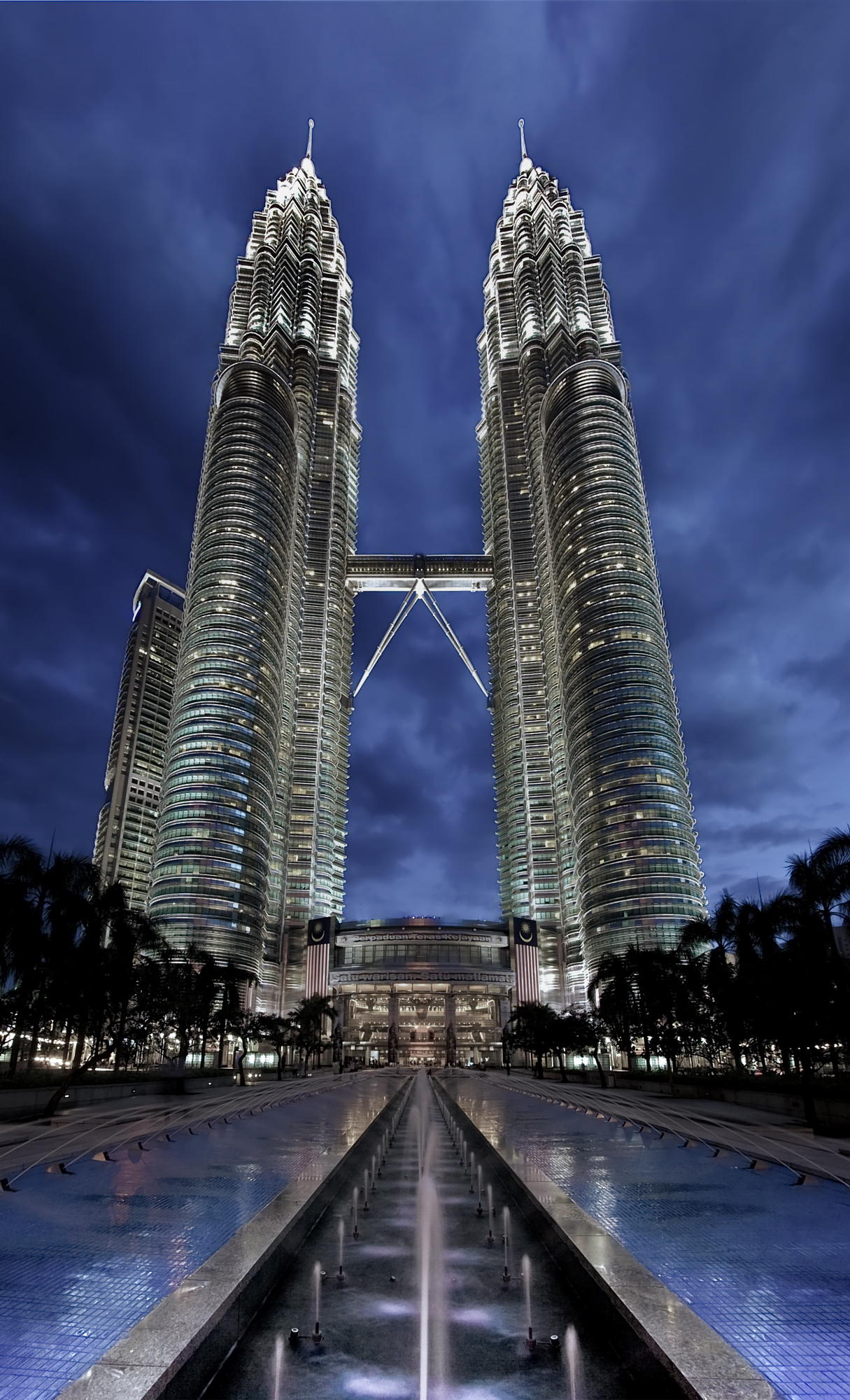
Tours Petronas à Kuala Lumpur

La culture de la Malaisie, pays de l'Asie du Sud-Est, ou culture malaisienne, désigne d'abord les pratiques culturelles observables de ses habitants (31 000 000, estimation 2017).

## Langues et peuples

### Langues
- Langues en Malaisie
- Langues de Malaisie

## Traditions

### Religion(s)
- - Religion en Malaisie (en)
- Religion en Malaisie (rubriques)
  - Islam en Malaisie
  - Bouddhisme en Malaisie
  - Hindouisme en Malaisie (en) (1 720 000 hindouistes en 2010, 1 940 000 en 2020, estimations)
  - Christianisme en Malaisie (en)
  - Sikhisme en Malaisie (en)
  - Datuk Keramat (en)
  - Sky Kingdom (en)
  - Religion traditionnelle en Malaisie (en)
- Conseils consultatif du bouddhisme, du christianisme, de l'hindouisme, du sikhisme et du taoïsme en Malaisie (en)
- Judaïsme, Histoire des Juifs en Malaisie

### Symboles
- Armoiries de la Malaisie
- Drapeau de la Malaisie
- Negaraku, hymne national de la Malaisie

### Cuisine(s)

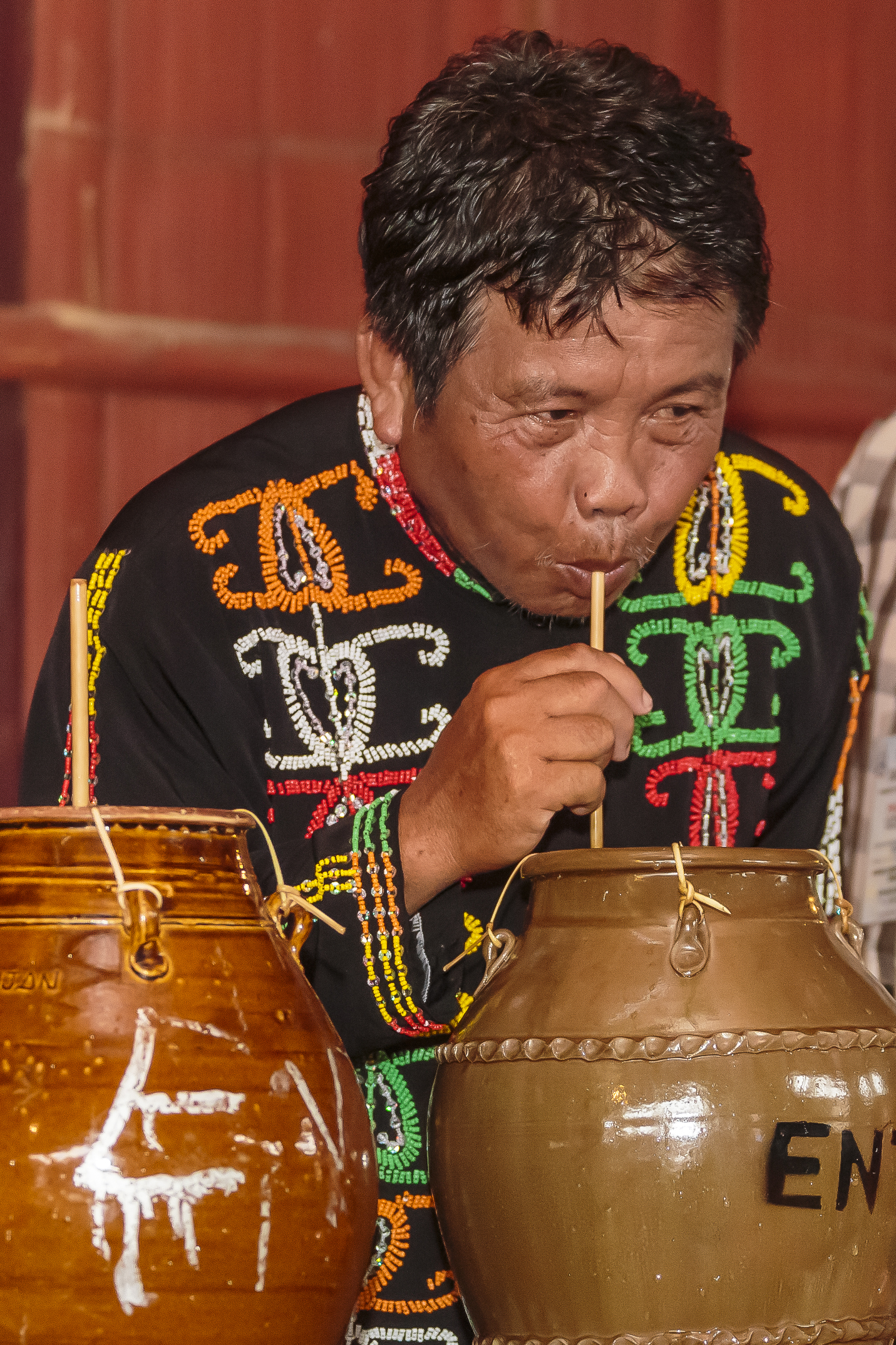
Homme en costume traditionnel dusun buvant du tapai (vin de riz)

### Folklore
- Folklore malais (en)

### Mythologie
- Mythologie malaise (en)

### Fêtes et jours fériés
| Date |
| ---- |

## Santé
- Catégorie:Santé en Malaisie, Protection sociale
- Noix d'arec

### Sports, arts martiaux
- Sport en Malaisie (en)
- Sport en Malaisie (rubriques)
- Sportifs malaisiens
- Personnalités malaisiennes liées au sport
- Liste de sportifs (par spécialité) (en)
- Événements sportifs en Malaisie
- Liste de joueurs de cricket malaisiens
- Malaisie aux Jeux du Commonwealth
- Conseil olympique de Malaisie
- Arts martiaux : Pencak-Silat, Sepak takraw, Bersilat, Arts du combat de l'Insulinde

## Média
- Média en Malaisie (rubriques)

### Presse
- Presse écrite en Malaisie (rubriques)

### Télévision
- Télévision en Malaisie (rubriques)

### Internet
- Blogueurs malaisiens

## Littérature(s)
- Écrivains malaisiens
- Littérature malaisienne
- Annales malaisiennes (1400-1600) (en)
- Liste des Hikayat (en)
- Prix des écrivains de l'Asie du Sud-Est (SEA, lauréats sur la version anglophone)

## Artisanats

### Textiles, cuir, papier
- Vêtements traditionnels (en)
- Batik
- Songket

### Bois, métaux
- Kriss (arme)

## Arts visuels

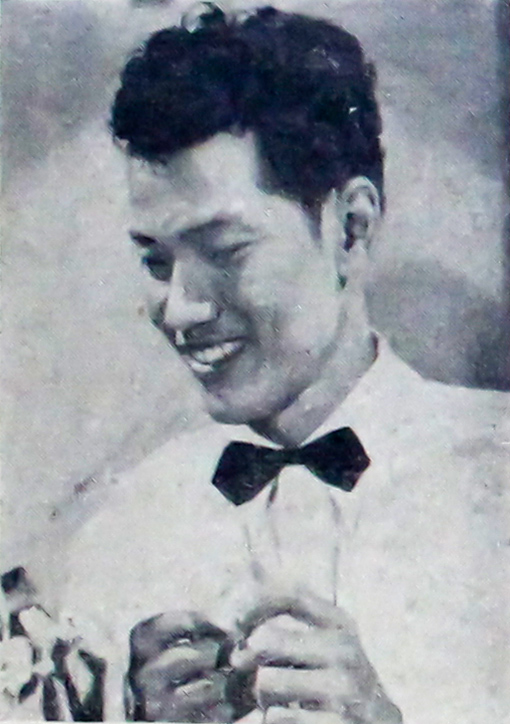
P. Ramlee (1929-1973), l'acteur et réalisateur le plus influent de Malaisie

- Artistes malaisiens
- Liste d'artistes malaisiens (en)

### Dessin

#### Bande dessinée
- (en) Komikoo
- (en) Zulkiflee Anwar Haque (1962-)

### Peinture
- Liste de peintres de Malaisie

### Architecture
- Liste d'architectes de Malaisie (en)

### Graphisme
- Liste de designers de Malaisie
- Auteurs malaisiens de bande dessinée

## Arts du spectacle

### Musique
- Musique malaisienne
- Musiciens malaisiens (en)
- Liste de chanteurs de Malaisie (en)
- Dikir barat (en)
- Nanyin
- (en) Malaysian pop
- (en) Malaysian rock
- (en) Malaysian hip hop
- (en) Malaysian contemporary music
- Orchestre philharmonique de Malaisie (en) (1997)

#### Festivals
- Future Music Festival
- Future Music Festival Asia
- George Town Festival
- Rocktoberfest Borneo
- Borneo Jazz Festival
- Penang island jazz festival
- Rainforest World Music Festival

### Danse(s)
- Danseurs de Malaisie
- Danseuses malaisiennes
- Zapin
- Bharatanatyam
- Bhangra (danse) (en)
- (en) Branyo

### Théâtre
- Professionnels malaisiens du théâtre
- Comédiens de Malaisie
- Mak Yong

### Autres: marionnettes, mime, pantomime, prestidigitation
- Wayang

### Cinéma
- Cinéma malaisien
- Réalisateurs malaisiens
- Réalisatrices malaisiennes
- Acteurs malaisiens
- Actrices malaisiennes
- Scénaristes malaisiens
- (en) Malaysian Kalai Ulagam Awards
- (en) Malaysian animation
- (en) Malaysian Tamil cinema

## Patrimoine

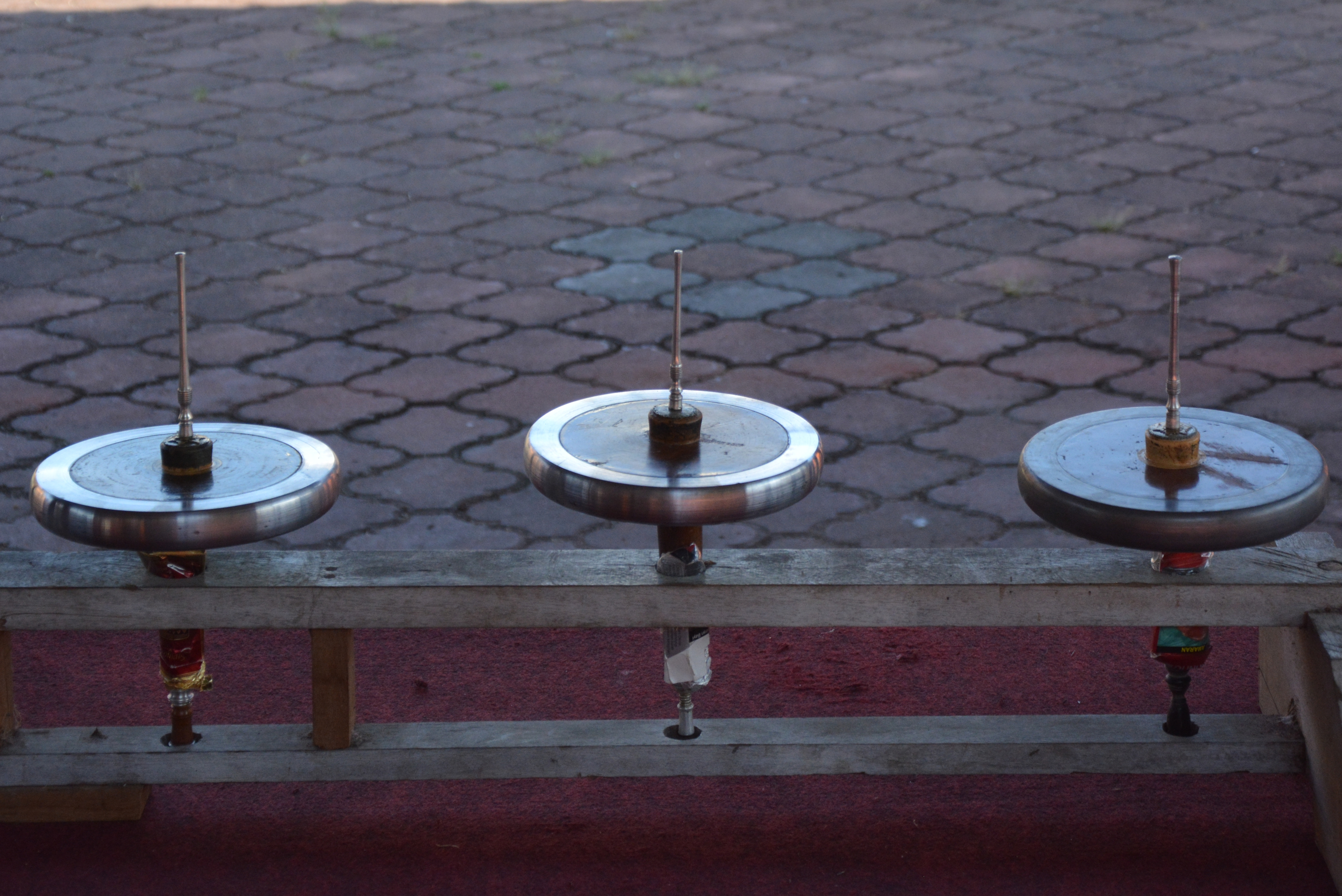
Toupie en métal malaisienne, centre culturel Gelanggang Seni

### Musées
- Liste de musées en Malaisie (en), dont
  - Musée des arts islamiques de Malaisie

### Liste du Patrimoine mondial
Le programme Patrimoine mondial (UNESCO, 1971) a inscrit dans sa liste du Patrimoine mondial (au 12/01/2016) : Liste du patrimoine mondial en Malaisie.

### Liste représentative du patrimoine culturel immatériel de l’humanité
Le programme Patrimoine culturel immatériel (UNESCO, 2003) a inscrit dans sa liste représentative du patrimoine culturel immatériel de l’humanité :
- 2008 : Le théâtre Mak Yong[1]
- 2018 : Le Dondang Sayang (chants et musiques)[2]

### Registre international Mémoire du monde
Le programme Mémoire du monde (UNESCO, 1992) a inscrit dans son registre international Mémoire du monde (au 15/01/2016) :
- 2001 : Correspondance du dernier sultan de Kedah (1882-1943) (2001), (Archives nationales de Malaisie, Alor Setar)[3]
- 2001 : Hikayat Hang Tuah (2001), (Bibliothèque nationale de Malaisie, Kuala Lumpur)[4]
- 2001 : Sejarah Melayu, Annales malaises (2001), (Institut des langues et de la littérature, Kuala Lumpur)[5]
- 2009 : Batu Bersurat Terengganu (la pierre gravée de Terengganu)[6]
- 2013 : Les pierres d’enregistrement de la pagode de Maha Lawkamarazein ou Kuthodaw[7]

## Sources
- Cet article est partiellement ou en totalité issu de l'article intitulé « Malaisie » (voir la liste des auteurs).

### Filmographie
- Dieu en Malaisie, film de Bruno Aguila, 10 francs, Paris, 2005, 52 min (DVD)